# UCI World Tour féminin 2024
Cet article concerne la compétition féminine. Pour la compétition masculine, voir UCI World Tour 2024.
Navigation
Édition précédente Édition suivante
L'UCI World Tour féminin 2024 est la 9e édition de l'UCI World Tour féminin, le niveau de course le plus élevé du cyclisme sur route féminin international.

## Équipes
Les équipes féminines appartiennent à une seule division. Cependant, elles sont classées en fonction de leur niveau, ce qui leur permet d'obtenir des invitations aux courses les plus importantes. Jusqu'en 2020, les 15 meilleures équipes avaient automatiquement le droit de participer à toutes les compétitions du World Tour, mais sans obligation. Depuis, les équipes estampillées "World Team" sont automatiquement invitées à toutes les épreuves du World Tour, mais sont également dans l'obligation d'y participer. Pour cette saison, il s'agit de : 
| UCI Women's WorldTeams (15)- AG Insurance-Soudal Team - Canyon-SRAM Racing - Ceratizit-WNT Pro Cycling - FDJ-Suez - Fenix-Deceuninck - Human Powered Health - Lidl-Trek - Liv AlUla Jayco - Movistar Team - Roland - Team DSM-Firmenich PostNL - SD Worx-Protime - Team Visma \| Lease a Bike - UAE Team ADQ - Uno-X Mobility |
| |

## Barème
Le barème des points du classement World Tour pour le classement général est le même pour toutes les épreuves. Pour les courses à étapes, des points supplémentaires sont également accordés au top 10 de chaque étape et à la porteuse du maillot de leader du classement général :
| Position                  | 1er | 2e  | 3e  | 4e  | 5e  | 6e  | 7e  | 8e  | 9e | 10e | 11e | 12e | 13e | 14e | 15e | 16e à 20e | 21e à 30e | 31e à 40e |
| Classement général        | 400 | 320 | 260 | 220 | 180 | 140 | 120 | 100 | 80 | 68  | 56  | 48  | 40  | 32  | 28  | 24        | 16        | 8         |
| Par étapes                | 50  | 40  | 30  | 25  | 20  | 18  | 15  | 10  | 8  | 6   |     |     |     |     |     |           |           |           |
| Port du maillot de leader | 8   |     |     |     |     |     |     |     |    |     |     |     |     |     |     |           |           |           |
| Meilleur jeune            | 6   | 4   | 2   |     |     |     |     |     |    |     |     |     |     |     |     |           |           |           |

## Courses
| UCI Women's World Tour | UCI Women's World Tour | UCI Women's World Tour | UCI Women's World Tour                   | UCI Women's World Tour | UCI Women's World Tour | UCI Women's World Tour | UCI Women's World Tour       | UCI Women's World Tour |
| Date                   | n°                     | Pays                   | Course                                   | Vainqueur              | Deuxième               | Troisième              | Leader du classement général |                        |
| ---------------------- | ---------------------- | ---------------------- | ---------------------------------------- | ---------------------- | ---------------------- | ---------------------- | ---------------------------- | ---------------------- |
| 12 – 14 janv.          | 1                      | Australie              | Women's Tour Down Under                  | Sarah Gigante          | Nienke Vinke           | Neve Bradbury          | Sarah Gigante                |                        |
| 27 janv.               | 2                      | Australie              | Cadel Evans Great Ocean Road Race Women  | Rosita Reijnhout       | Dominika Włodarczyk    | Cecilie Uttrup Ludwig  | Dominika Włodarczyk          |                        |
| 8 – 11 fév.            | 3                      | Émirats arabes unis    | Tour des Émirats arabes unis             | Lotte Kopecky          | Neve Bradbury          | Mavi García            | Neve Bradbury                |                        |
| 24 fév.                | 4                      | Belgique               | Circuit Het Nieuwsblad                   | Marianne Vos           | Lotte Kopecky          | Elisa Longo Borghini   | Lotte Kopecky                |                        |
| 2 mars                 | 5                      | Italie                 | Strade Bianche                           | Lotte Kopecky          | Elisa Longo Borghini   | Demi Vollering         | Lotte Kopecky                |                        |
| 10 mars                | 6                      | Pays-Bas               | Tour de Drenthe                          | Lorena Wiebes          | Elisa Balsamo          | Puck Pieterse          | Lotte Kopecky                |                        |
| 17 mars                | 7                      | Italie                 | Trofeo Alfredo Binda-Comune di Cittiglio | Elisa Balsamo          | Lotte Kopecky          | Puck Pieterse          | Lotte Kopecky                |                        |
| 21 mars                | 8                      | Belgique               | Classic Bruges-La Panne                  | Elisa Balsamo          | Charlotte Kool         | Daria Pikulik          | Lotte Kopecky                |                        |
| 24 mars                | 9                      | Belgique               | Gand-Wevelgem                            | Lorena Wiebes          | Elisa Balsamo          | Chiara Consonni        | Lotte Kopecky                |                        |
| 31 mars                | 10                     | Belgique               | Tour des Flandres                        | Elisa Longo Borghini   | Katarzyna Niewiadoma   | Shirin van Anrooij     | Lotte Kopecky                |                        |
| 6 avr.                 | 11                     | France                 | Paris-Roubaix                            | Lotte Kopecky          | Elisa Balsamo          | Pfeiffer Georgi        | Lotte Kopecky                |                        |
| 14 avr.                | 12                     | Pays-Bas               | Amstel Gold Race                         | Marianne Vos           | Lorena Wiebes          | Ingvild Gåskjenn       | Lotte Kopecky                |                        |
| 17 avr.                | 13                     | Belgique               | Flèche wallonne                          | Katarzyna Niewiadoma   | Demi Vollering         | Elisa Longo Borghini   | Lotte Kopecky                |                        |
| 21 avr.                | 14                     | Belgique               | Liège-Bastogne-Liège                     | Grace Brown            | Elisa Longo Borghini   | Demi Vollering         | Lotte Kopecky                |                        |
| 28 avr. – 5 mai        | 15                     | Espagne                | Tour d'Espagne                           | Demi Vollering         | Riejanne Markus        | Elisa Longo Borghini   | Elisa Longo Borghini         |                        |
| 10 – 12 mai            | 16                     | Espagne                | Tour du Pays basque                      | Demi Vollering         | Mischa Bredewold       | Juliette Labous        | Elisa Longo Borghini         |                        |
| 16 – 19 mai            | 17                     | Espagne                | Tour de Burgos                           | Demi Vollering         | Évita Muzic            | Karlijn Swinkels       | Demi Vollering               |                        |
| 24 – 26 mai            | 18                     | Royaume-Uni            | RideLondon-Classique                     | Lorena Wiebes          | Charlotte Kool         | Lotte Kopecky          | Demi Vollering               |                        |
| 6 – 9 juin             | 19                     | Royaume-Uni            | Tour de Grande-Bretagne                  | Lotte Kopecky          | Anna Henderson         | Christine Majerus      | Lotte Kopecky                |                        |
| 15 – 18 juin           | 20                     | Suisse                 | Tour de Suisse                           | Demi Vollering         | Neve Bradbury          | Elisa Longo Borghini   | Demi Vollering               |                        |
| 7 – 14 juill.          | 21                     | Italie                 | Tour d'Italie                            | Elisa Longo Borghini   | Lotte Kopecky          | Neve Bradbury          | Lotte Kopecky                |                        |
| 12 – 18 août           | 22                     | France                 | Tour de France Femmes                    | Katarzyna Niewiadoma   | Demi Vollering         | Pauliena Rooijakkers   | Demi Vollering               |                        |
| 24 août                | 23                     | France                 | Grand Prix de Plouay                     | Mischa Bredewold       | Chloé Dygert           | Liane Lippert          | Demi Vollering               |                        |
| 27 août – 1 sept.      | 24                     | Norvège                | Tour de Scandinavie                      | annulé/abandonné       |                        |                        |                              |                        |
| 6 – 8 sept.            | 25                     | Suisse                 | Tour de Romandie                         | Lotte Kopecky          | Demi Vollering         | Gaia Realini           | Demi Vollering               |                        |
| 8 – 13 oct.            | 26                     | Pays-Bas               | Simac Ladies Tour                        | Lotte Kopecky          | Franziska Koch         | Zoe Bäckstedt          | Lotte Kopecky                |                        |
| 15 – 17 oct.           | 27                     | Chine                  | Tour de l'île de Chongming               | Marta Lach             | Mylène de Zoete        | Scarlett Souren        | Lotte Kopecky                |                        |
| 20 oct.                | 28                     | Chine                  | Tour du Guangxi                          | Sandra Alonso          | Giada Borghesi         | Marta Lach             | Lotte Kopecky                |                        |

## Classements

### Classement individuel
| #  | Cycliste             | Points   |
| -- | -------------------- | -------- |
| 1  | Lotte Kopecky        | 4.596,00 |
| 2  | Demi Vollering       | 4.175,29 |
| 3  | Elisa Longo Borghini | 3.327,14 |
| 4  | Lorena Wiebes        | 2.839,00 |
| 5  | Elisa Balsamo        | 2.406,00 |
| 6  | Katarzyna Niewiadoma | 2.141,00 |
| 7  | Marianne Vos         | 1.705,71 |
| 8  | Juliette Labous      | 1.609,14 |
| 9  | Évita Muzic          | 1.584,57 |
| 10 | Neve Bradbury        | 1.578,00 |

### Classement des jeunes
| #  | Cycliste            | Points |
| -- | ------------------- | ------ |
| 1  | Shirin van Anrooij  | 44     |
| 2  | Puck Pieterse       | 36     |
| 3  | Neve Bradbury       | 32     |
| 4  | Eleonora Gasparrini | 18     |
| 5  | Antonia Niedermaier | 16     |
| 6  | Zoe Bäckstedt       | 12     |
| 6  | Alice Towers        | 12     |
| 6  | Nienke Vinke        | 12     |
| 6  | Ella Wyllie         | 12     |
| 10 | Fem van Empel       | 10     |

### Classement par équipes
| #  | Équipes                   | Points    |
| -- | ------------------------- | --------- |
| 1  | Team SD Worx-Protime      | 14.384,03 |
| 2  | Lidl-Trek                 | 9.840,98  |
| 3  | Canyon//SRAM Racing       | 7.744,00  |
| 4  | Team dsm-firmenich PostNL | 5.794,98  |
| 5  | Liv-AlUla-Jayco           | 4.499,98  |
| 6  | Team Visma-Lease a Bike   | 4.441,97  |
| 7  | UAE Team ADQ              | 4.364,00  |
| 8  | FDJ-Suez                  | 4.267,99  |
| 9  | Fenix-Deceuninck          | 3.670,00  |
| 10 | Ceratizit-WNT Pro Cycling | 3.150,00  |